# Praça da Liberdade (Belo Horizonte)
O complexo paisagistico e arquitetônico da Praça da Liberdade é uma síntese dos estilos que marcam a história de Belo Horizonte, e fica na região da Savassi, no encontro de quatro grandes avenidas: Bias Fortes, Brasil, Cristóvão Colombo e João Pinheiro.
A construção da praça foi iniciada na época da fundação da nova capital mineira (1895-1897). Situada no ponto mais alto da área inicial da cidade (circunscrita à Avenida do Contorno) a praça foi feita para abrigar a sede do poder mineiro, os prédios do Palácio do Governo e das primeiras Secretarias de Estado obedecem a tendência da época - estilo eclético com elementos neoclássicos. Ao longo dos anos, o complexo foi recebendo construções de diferentes estilos arquitetônicos.

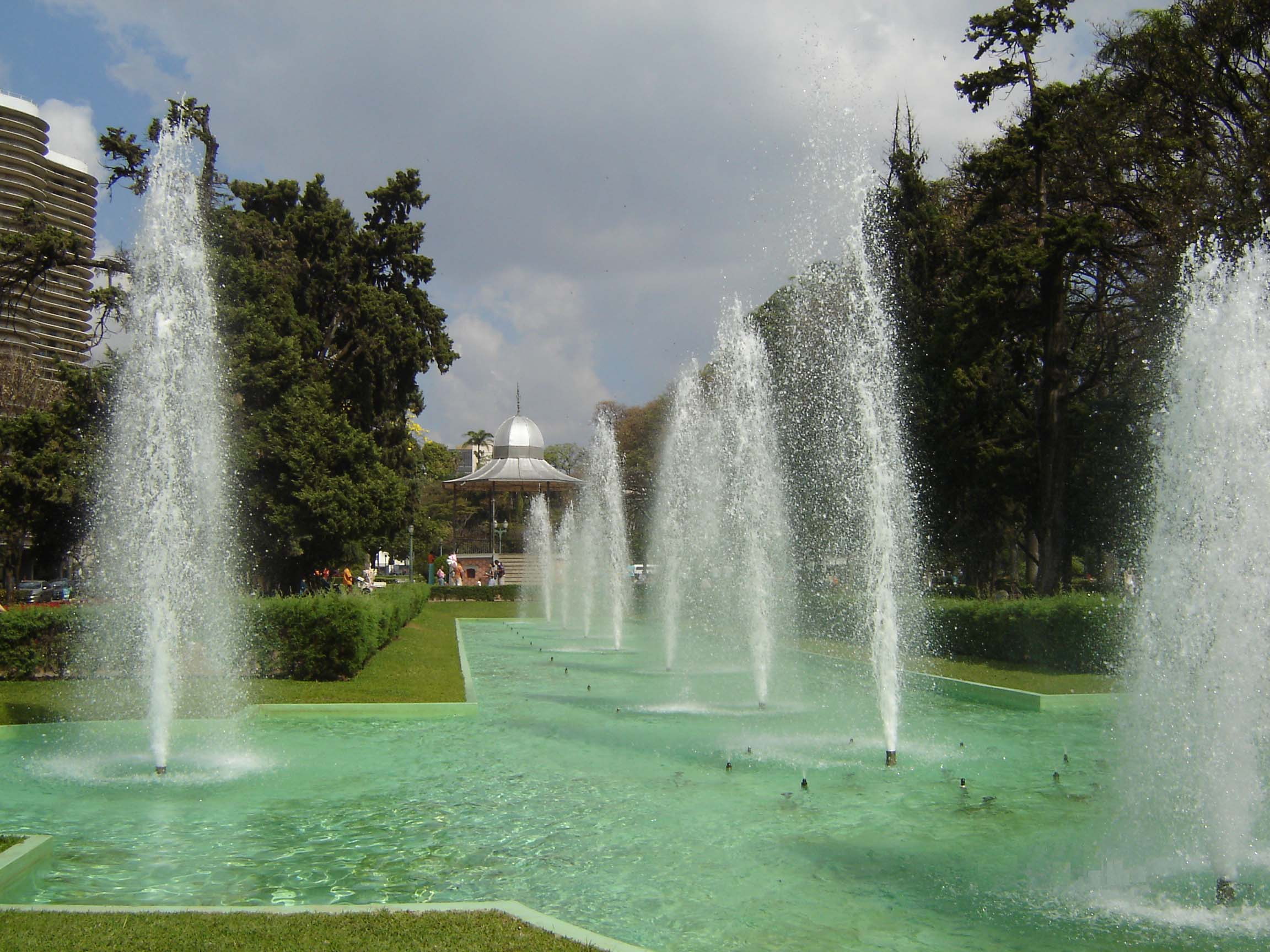
Chafarizes da praça.

Na década de 1940, o estilo art decó com revestimento em pó de pedra do Palácio Cristo Rei. Nas décadas de 1950 e 1960 prédios modernos foram incorporados ao conjunto, como o Edifício Niemeyer e a Biblioteca Pública, ambos projetados por Oscar Niemeyer, e o Edifício Mape, projetado por Sylvio de Vasconcellos. Nos anos 1980, em estilo pós-moderno, foi inaugurado o prédio conhecido como "Rainha da Sucata", que desde 2020 abriga a Casa Funarte Liberdade.
A praça conta ainda com coreto e fonte luminosa. O traçado e os jardins, inspirados no Palácio de Versalhes, são um convite aos passeios e caminhadas.
Esta praça, juntamente com a Praça Raul Soares e a Praça Sete de Setembro, está entre as mais importantes da cidade.
O conjunto arquitetônico e paisagístico da Praça da Liberdade foi tombado em 2 de junho de 1977 pelo IEPHA. A medida contempla, portanto, os edifícios do centro cívico – Palácio da Liberdade e antigas secretarias de Estado –, e estende-se aos jardins, lagos, alamedas, fontes e monumentos da praça, bem como as fachadas de diversas edificações do seu entorno.

## Paisagismo e função urbana

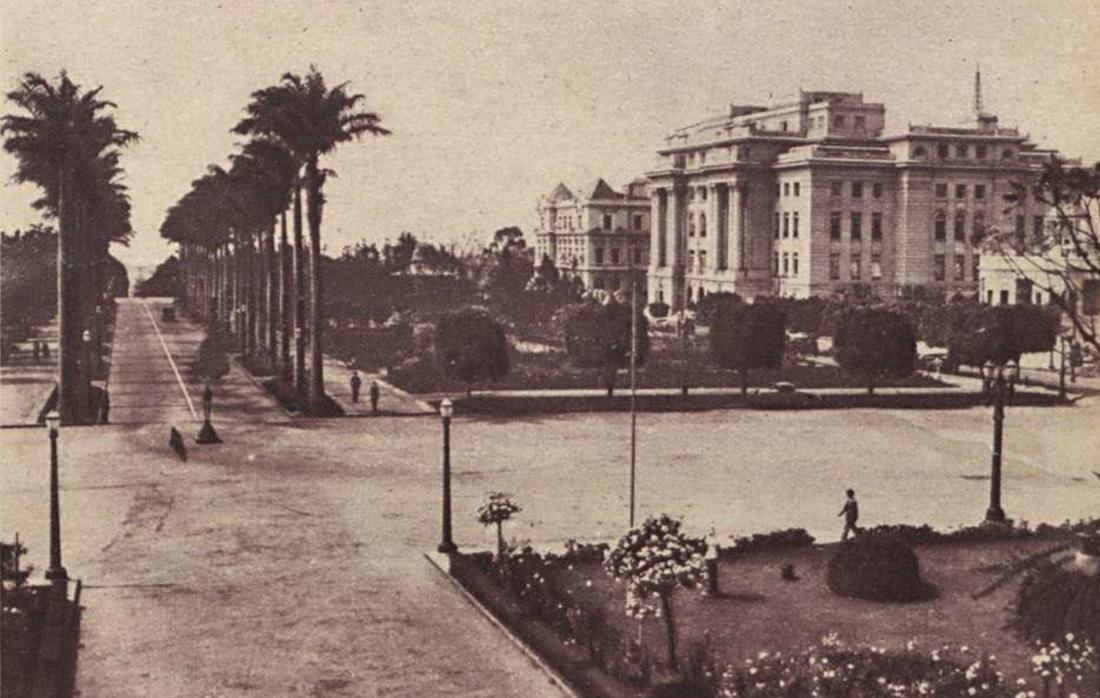
Vista da praça, em 1935.

A construção paisagística da Praça da Liberdade foi arquitetada em conjunto com as funções e valores sócio-políticos das estruturas de seu entorno. Quem enxerga a praça a partir da Avenida João Pinheiro consegue perceber com facilidade como as linhas paisagísticas da praça convergem, em linha reta, para o Palácio do Governador, praticamente conduzindo a vista do observador para essa última construção. Passa-se com isso uma ideia de que a praça seria algo como um jardim do governo.
Contudo, um olhar mais detalhado sobre as formas da Praça da Liberdade indica que existem diversos sub-centros gravitacionais. Ou seja, há diversos ambientes intermediários, como as fontes e o coreto, para os quais convergem os jardins, espaços abertos e direcionam-se os bancos. Esses ambientes proporcionam agradáveis locais de lazer, bem como possibilitam a realização de eventos artísticos. Contornando toda a praça, também temos uma área de circulação, utilizada para corridas, caminhadas ou, simplesmente, para passeios.
Todavia, a cidade possui um processo dinâmico, o que leva a novas relações entre as formas e os espaços. Com a construção de inúmeros arranha-céus em toda Belo Horizonte, hoje já não é tão perceptível a posição proeminente de relevo da Praça da Liberdade. Aliás, o crescimento da cidade tomou pontos bem mais altos, como, por exemplo, os bairros Serra e Mangabeiras, que escalam a Serra do Curral.
Com a construção da Cidade Administrativa, em 2010, no norte de Belo Horizonte, a Praça da Liberdade descresce do seu valor simbólico como a área central de governo. No lugar das instituições públicas, a Praça da Liberdade ganha em seu entorno instituições relacionadas à cultura, como mais museus e até um planetário. Nesse aspecto, com as novas propostas para o ambiente em torno da Praça da Liberdade, deixaríamos de ser uma sociedade que reserva seus melhores espaços e atenções para a política, e tornaríamos mais e mais uma sociedade voltada ao espetáculo e ao entretenimento.

## Circuito Cultural Praça da Liberdade
Instalado em prédios públicos do entorno da Praça da Liberdade, o Circuito Cultural Praça da Liberdade, um dos maiores complexos do gênero do país,e formado  por dez espaços culturais que integram arte, cultura popular, conhecimento e entretenimento.
Compõem o Circuito Cultural Praça da Liberdade, o Centro Cultural Banco do Brasil de Belo Horizonte, o Espaço do Conhecimento UFMG, em parceria com a UFMG; o Museu das Minas e do Metal, em parceria com a Gerdau; o Memorial Minas Gerais, com patrocínio da Vale e o Centro de Arte Popular, da Cemig; a Casa Fiat de Cultura, em parceria com a FIAT; o Centro de Formação Artística, em parceria com a Fundação Clóvis Salgado, o Horizonte SEBRAE, em parceria com o SEBRAE. Ainda integram o complexo cultural, outros quatro espaços públicos que passaram por recente processo de revitalização: o Palácio da Liberdade, a Biblioteca Pública Estadual Luiz de Bessa, o Arquivo Público Mineiro e o Museu Mineiro. Recentemente incorporou ao Circuito as instalações do BDMG Cultural.

## Galeria

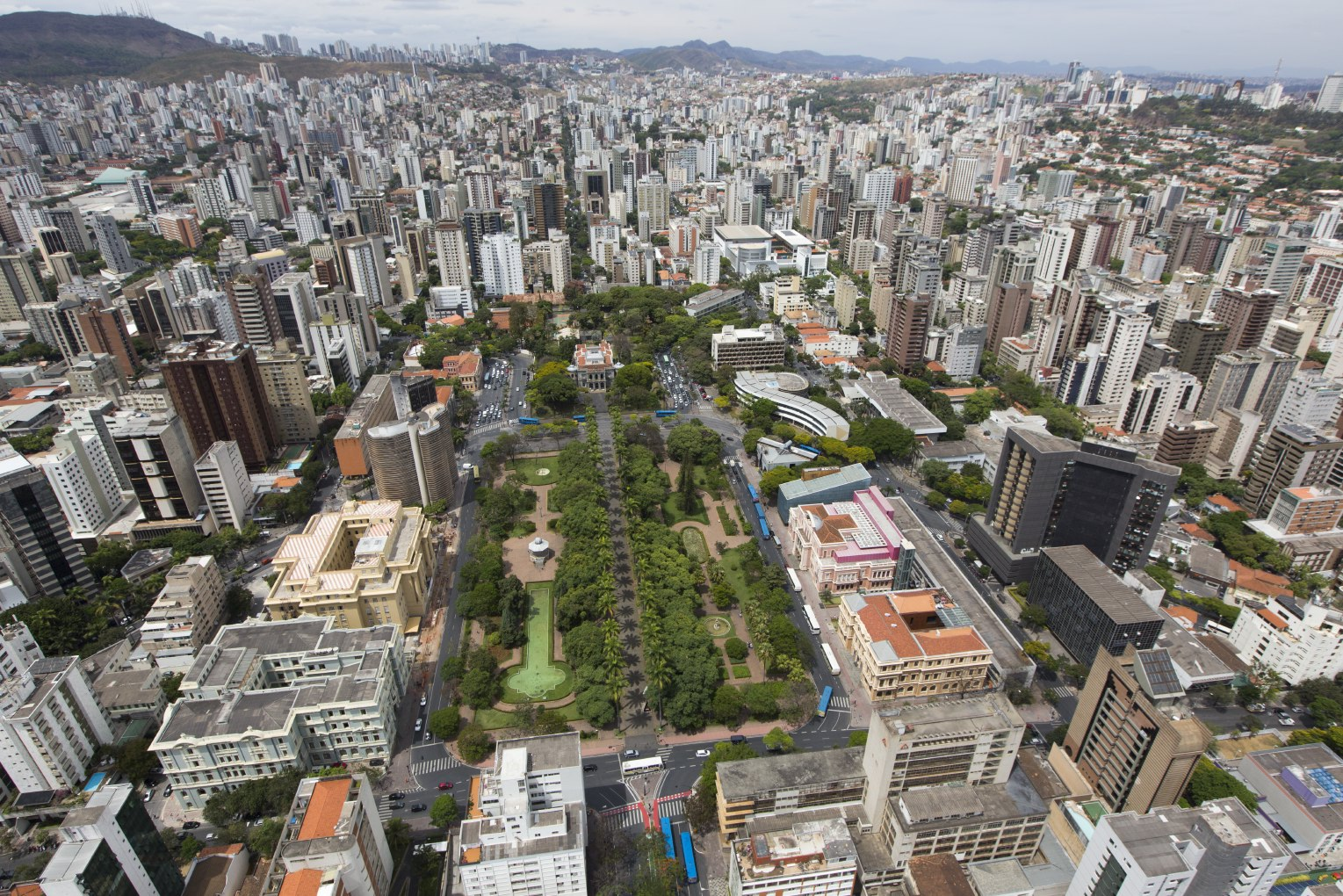
Vista aérea da praça.
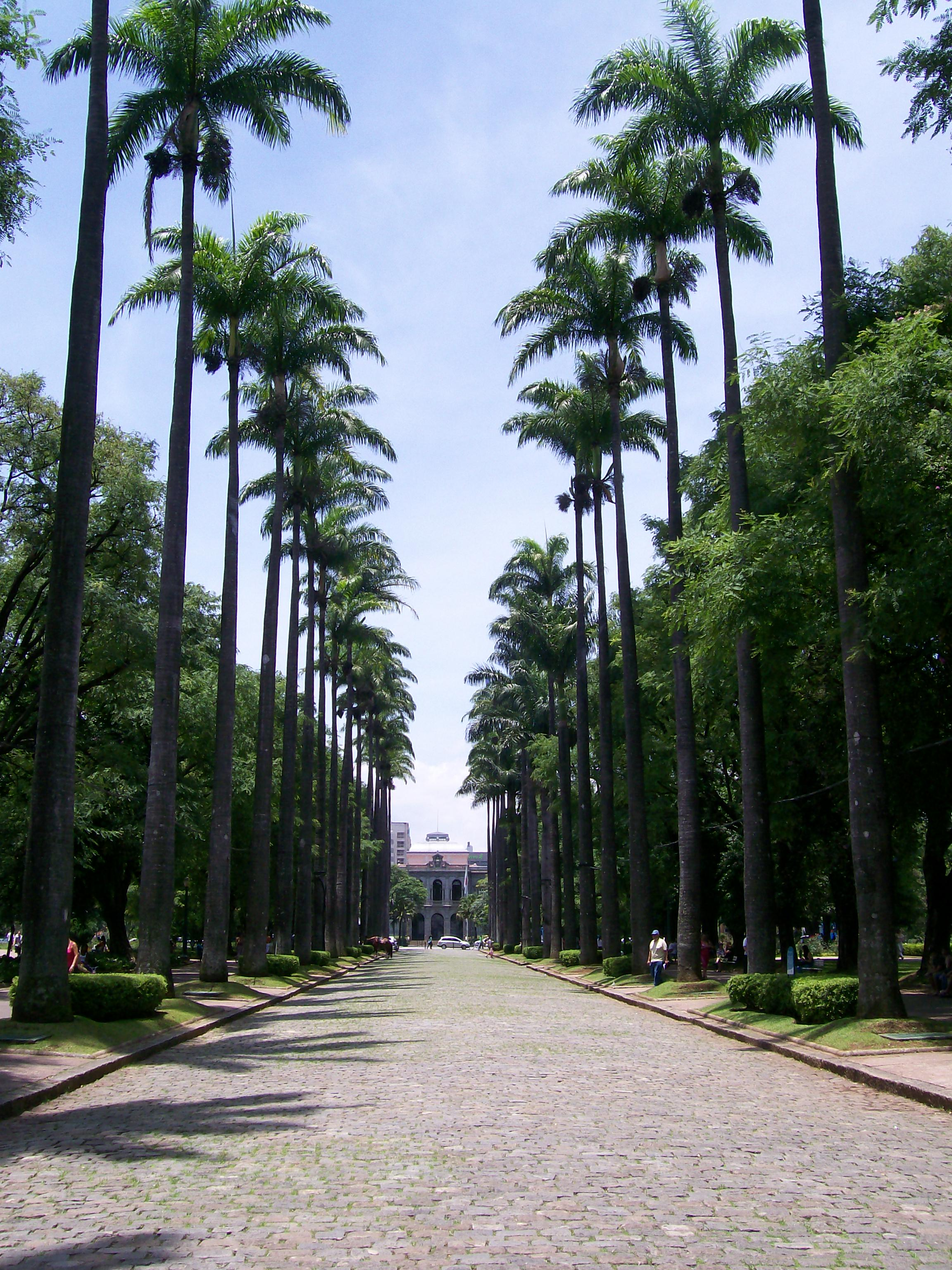
Aleia de palmeiras-imperiais.
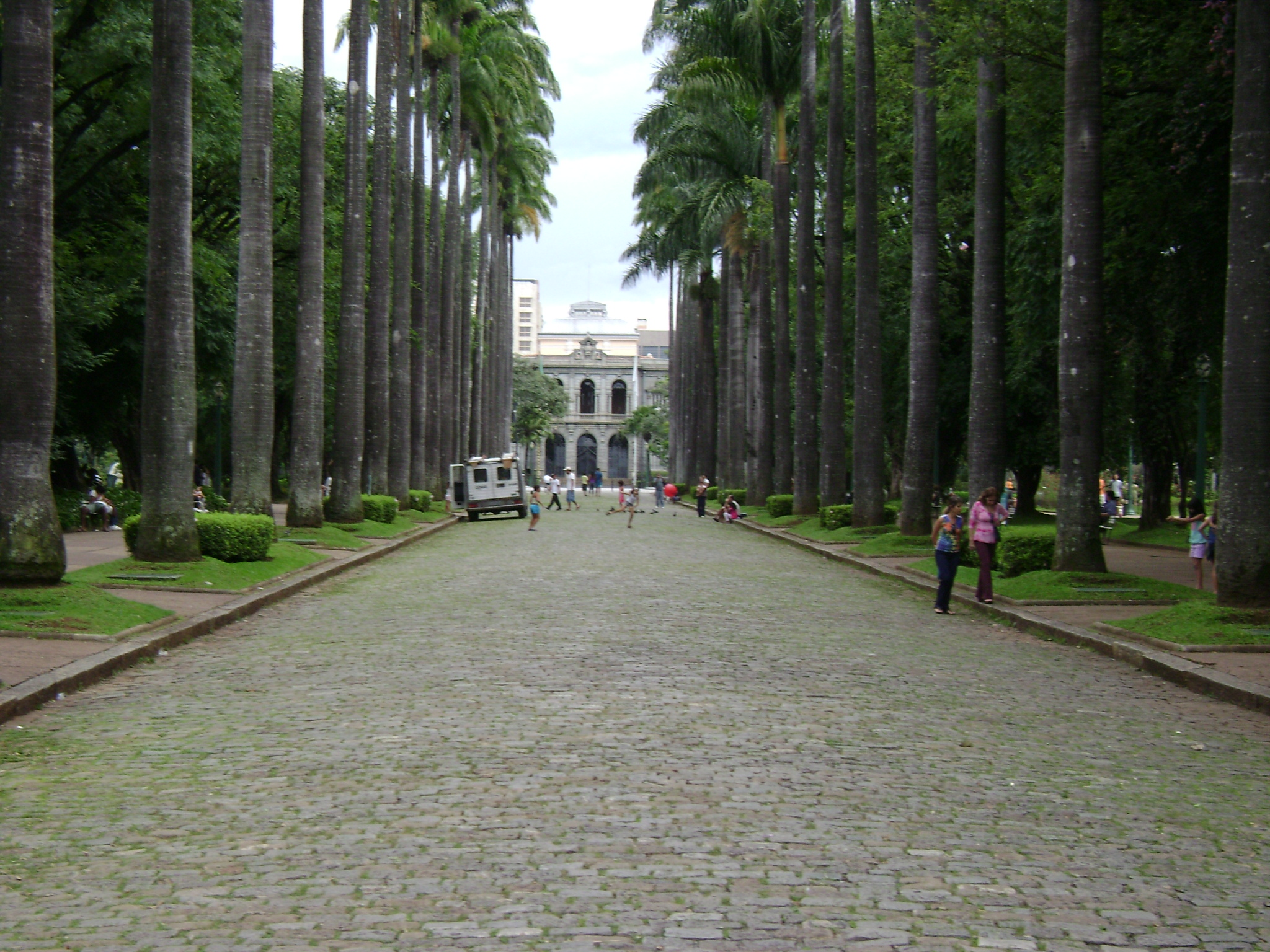
Alameda da praça
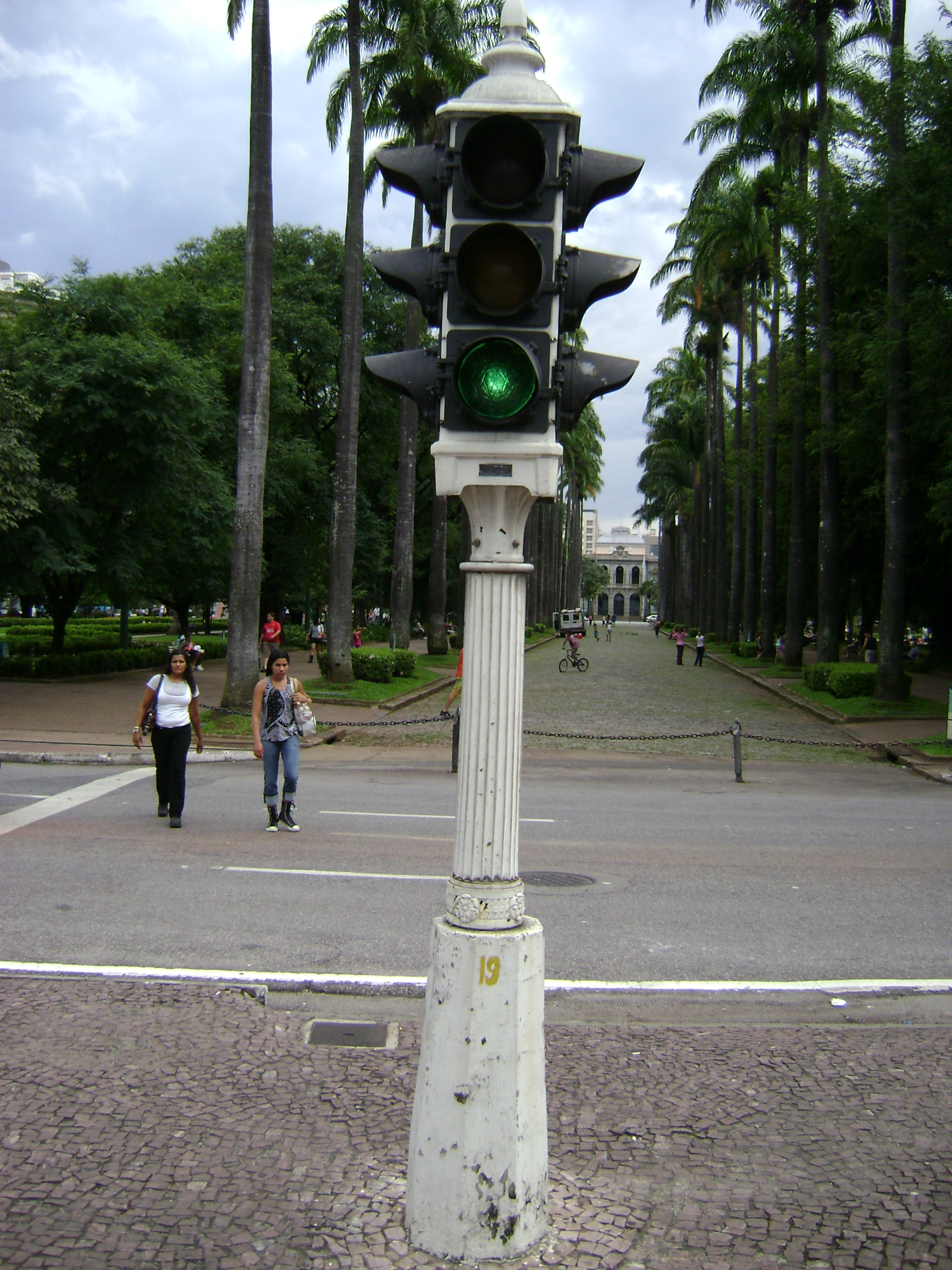
Antigo semáforo, entre a praça e a avenida João Pinheiro.
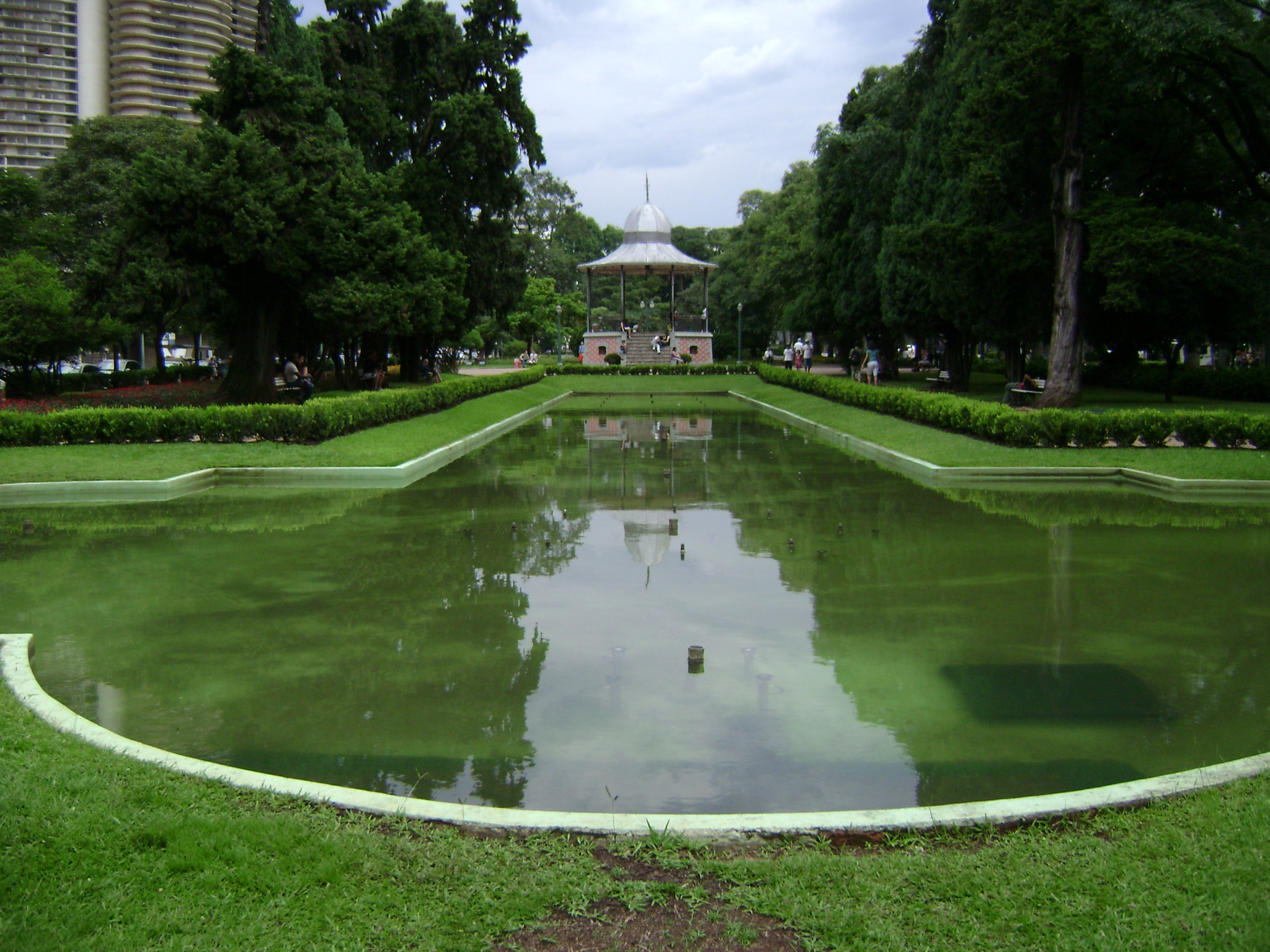
Chafariz na praça.
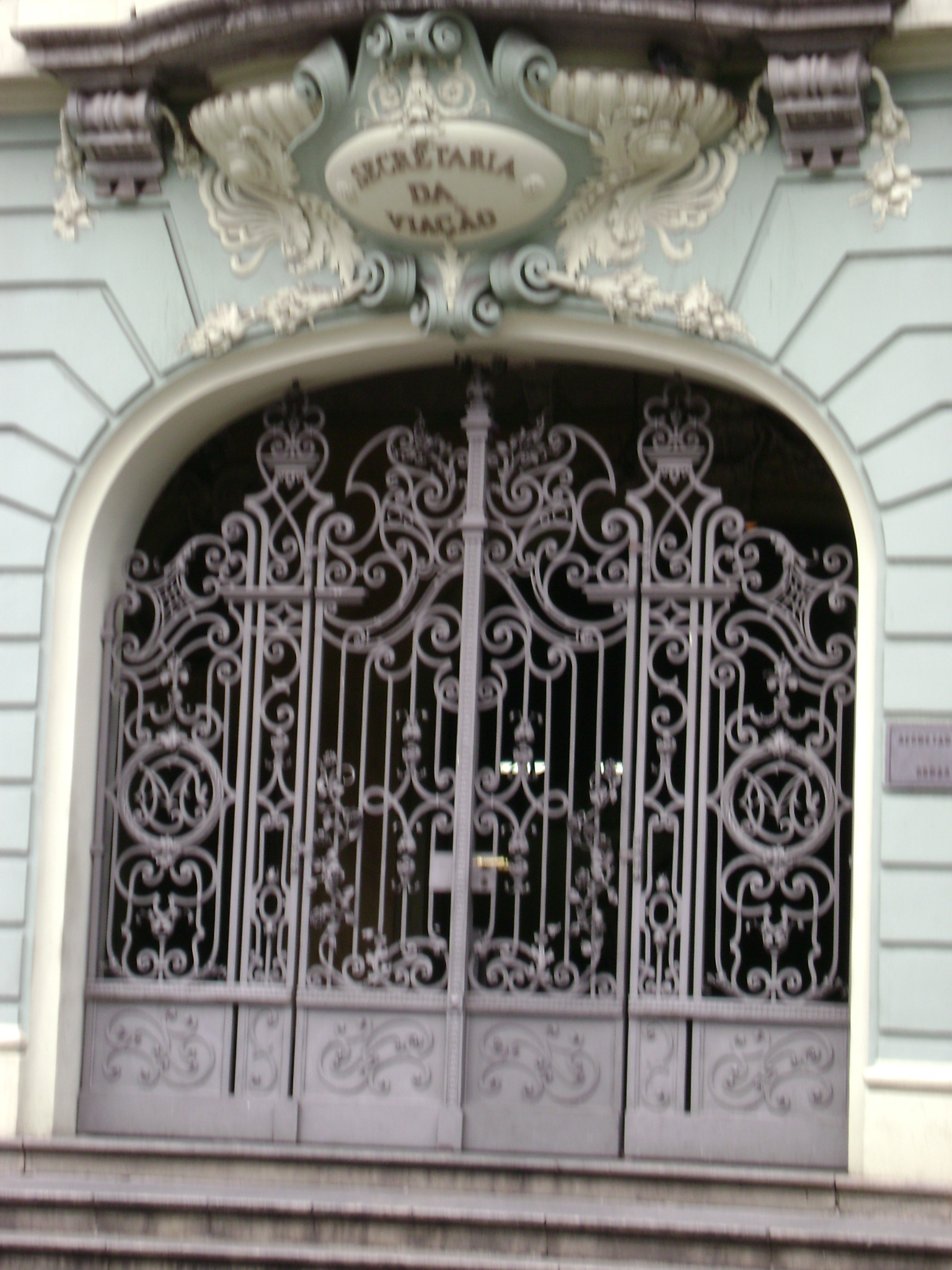
Secretaria da Viação
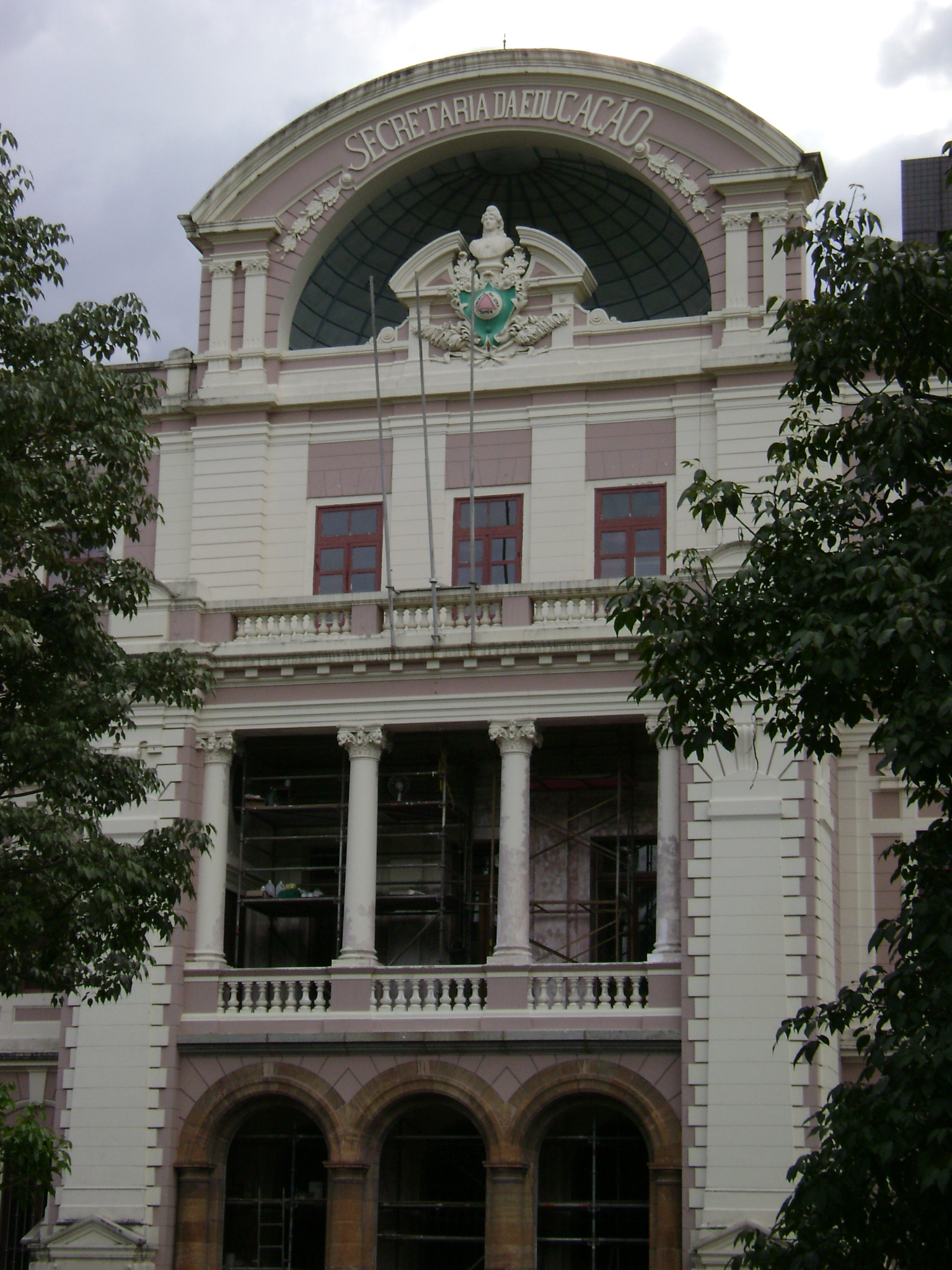
Secretaria da Educação
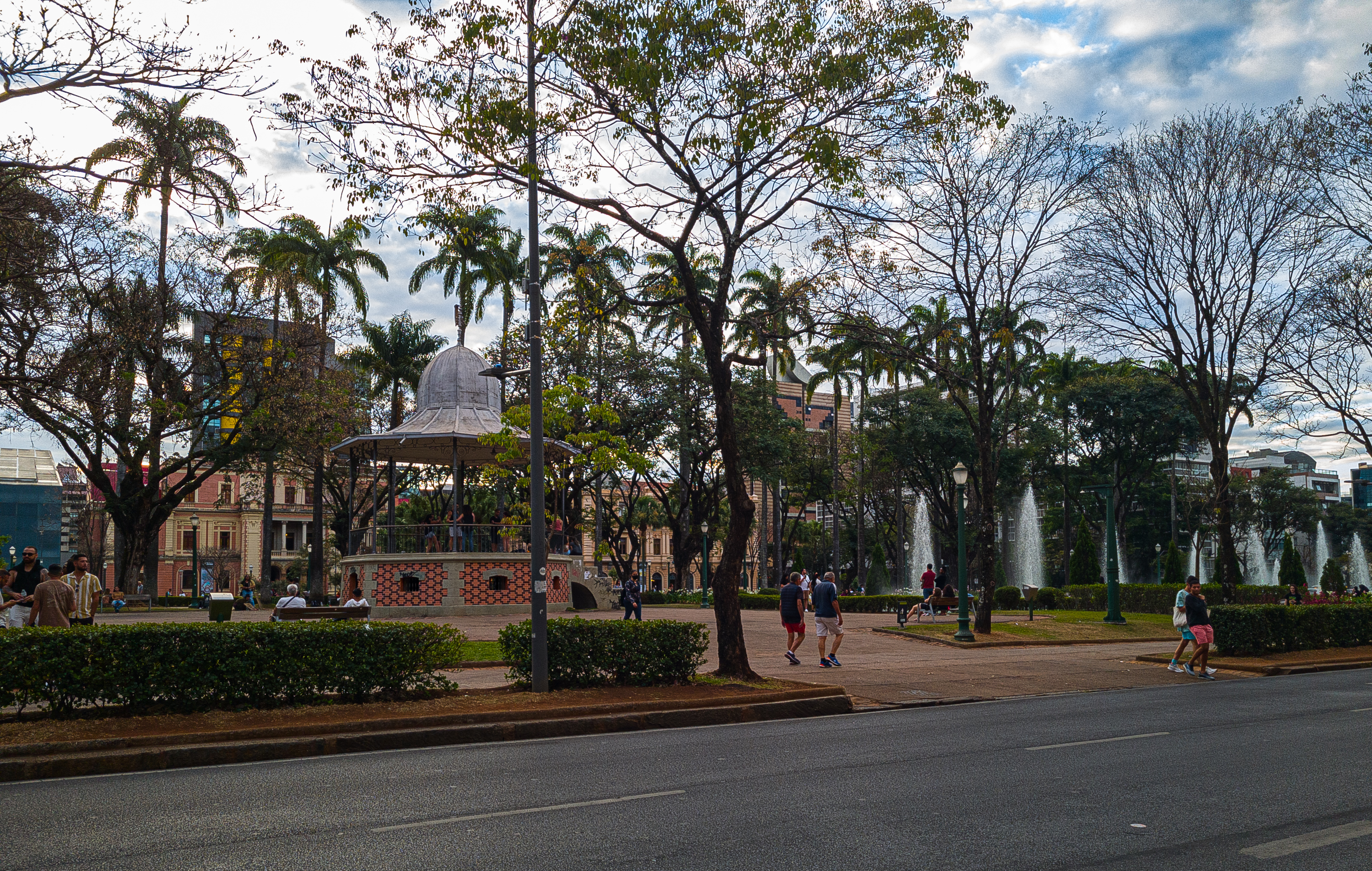
Visão da praça e seu coreto
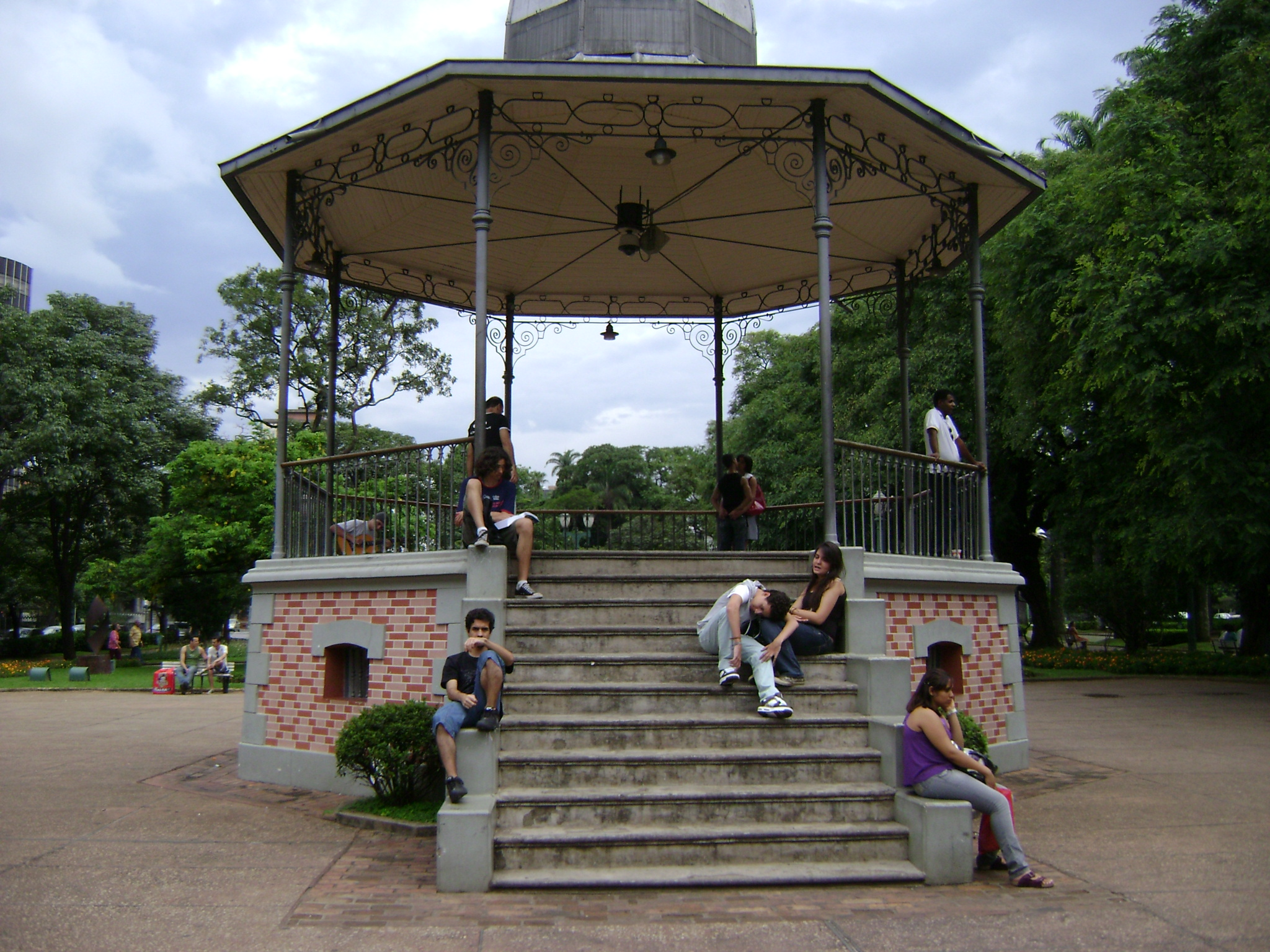
Coreto da praça.
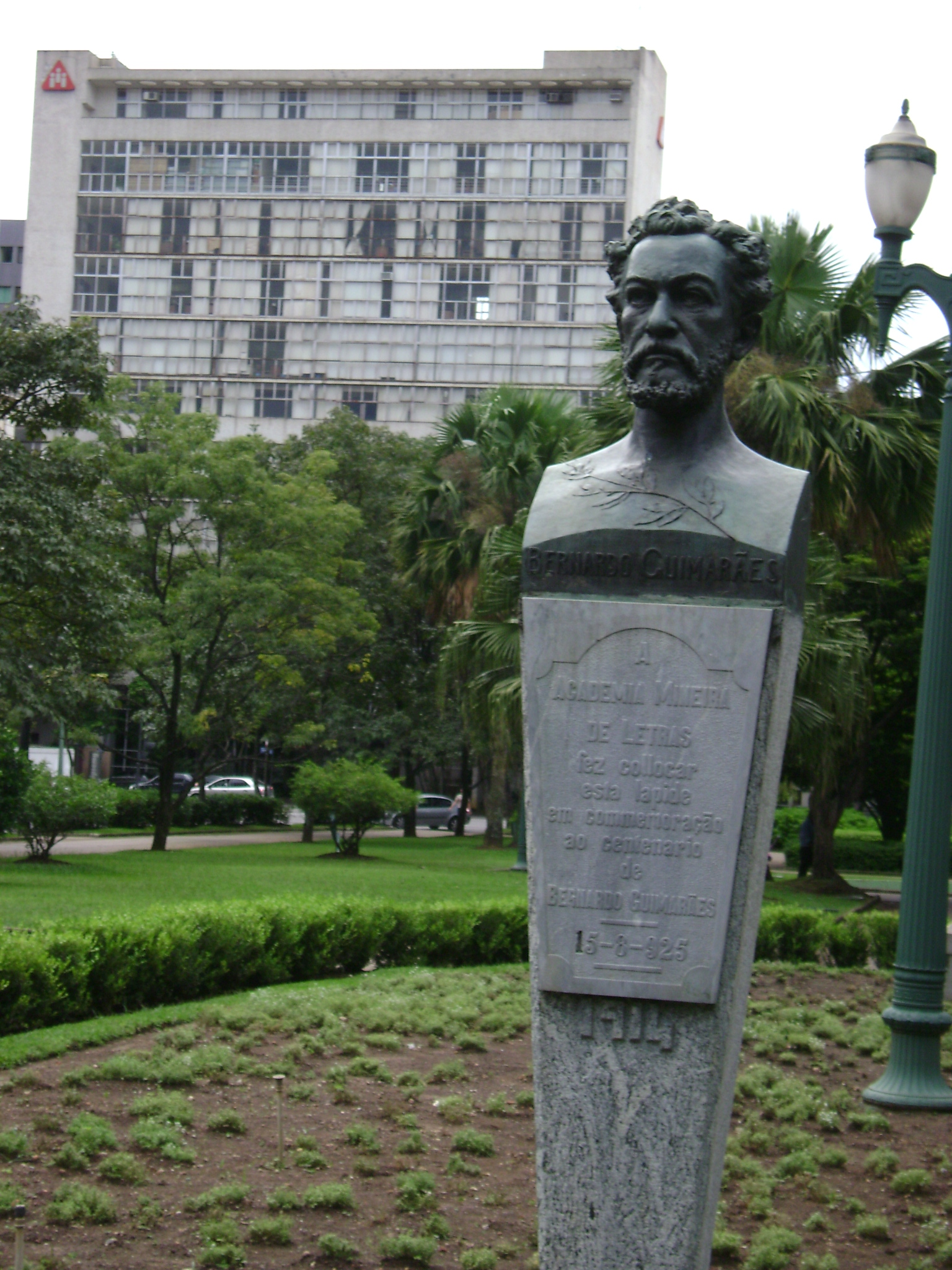
Estátua de Bernardo Guimarães.
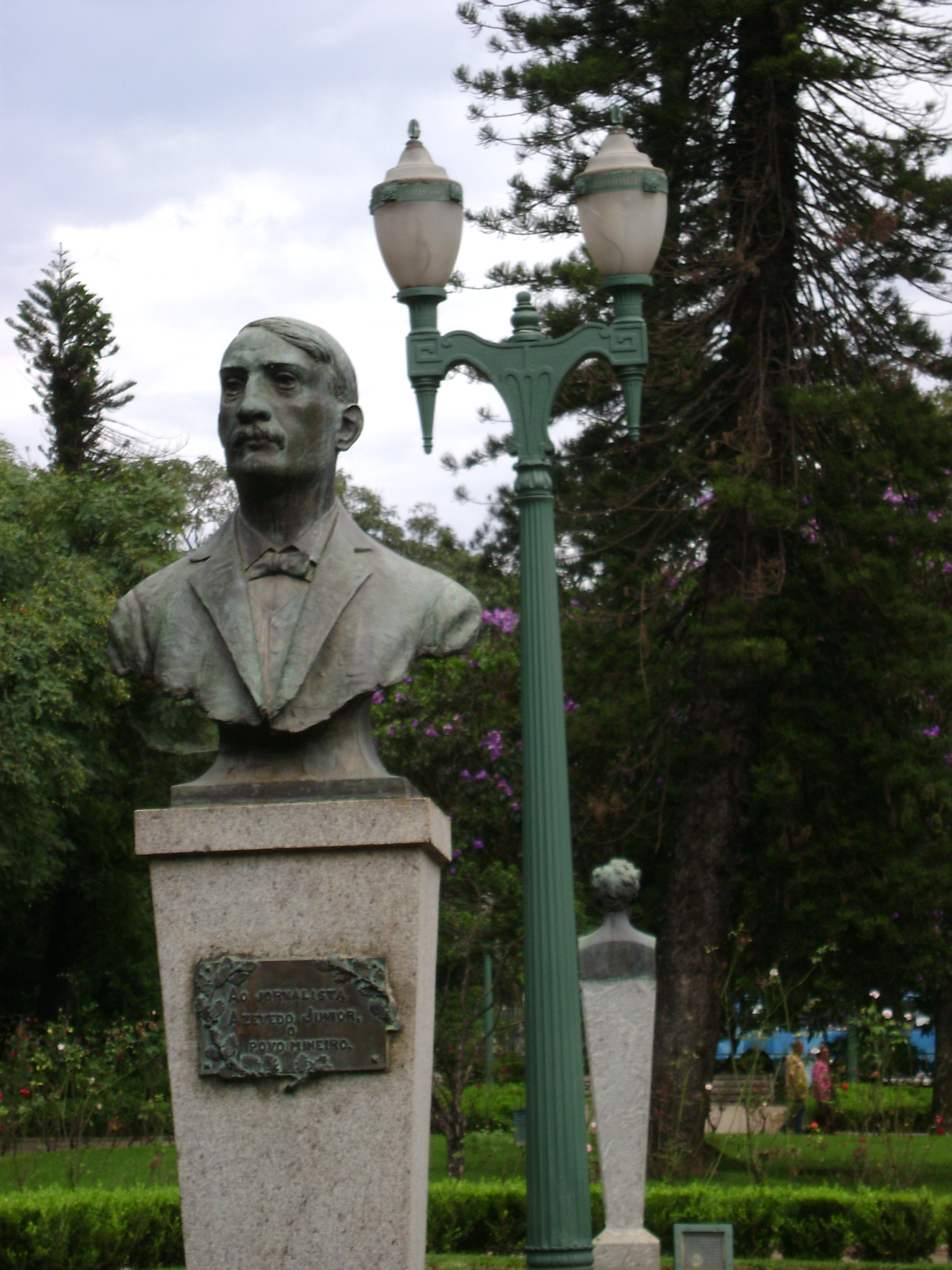
Estátua de Azevedo Junior.
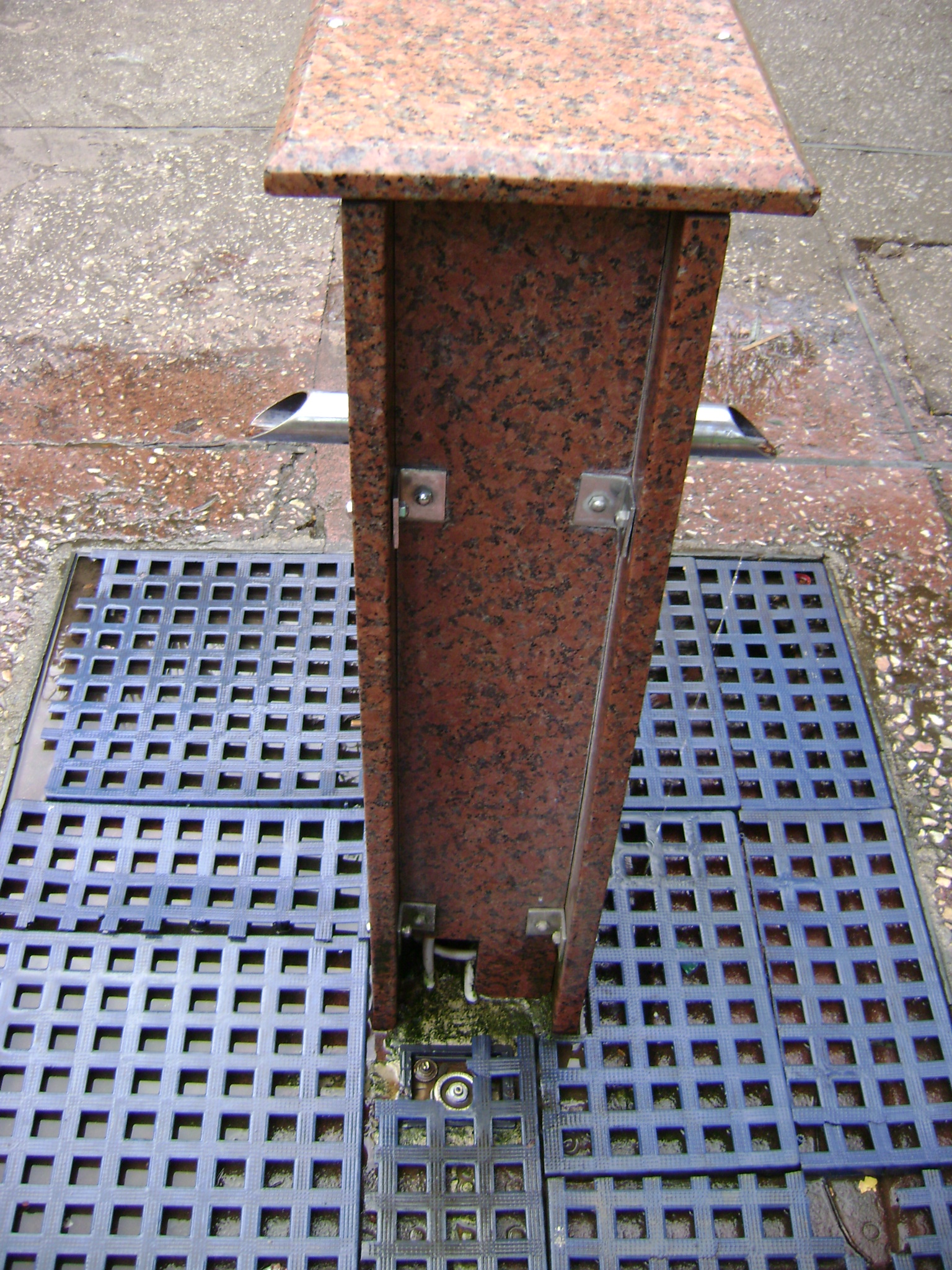
Bebedouro na praça.
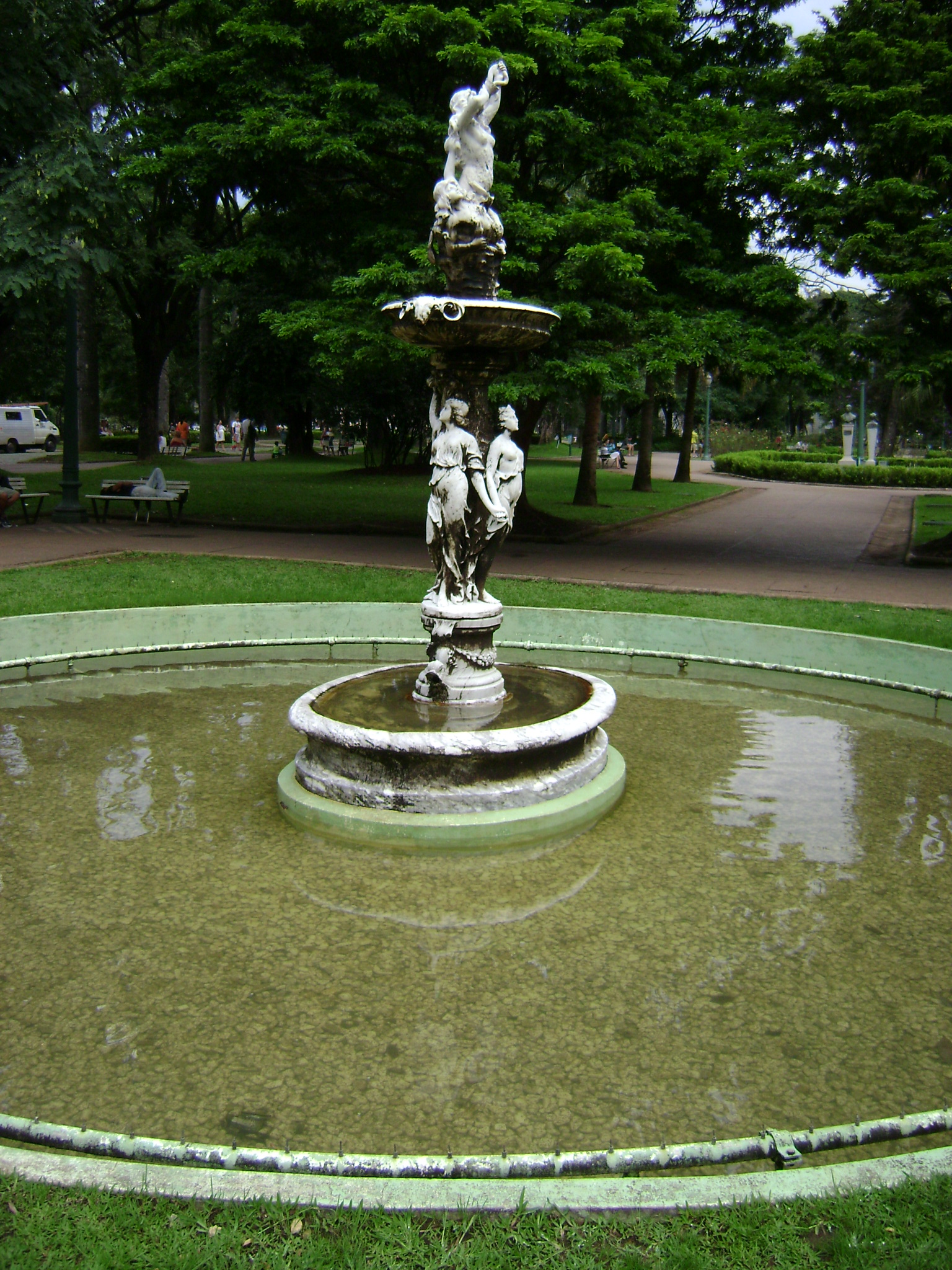
Fonte na praça.
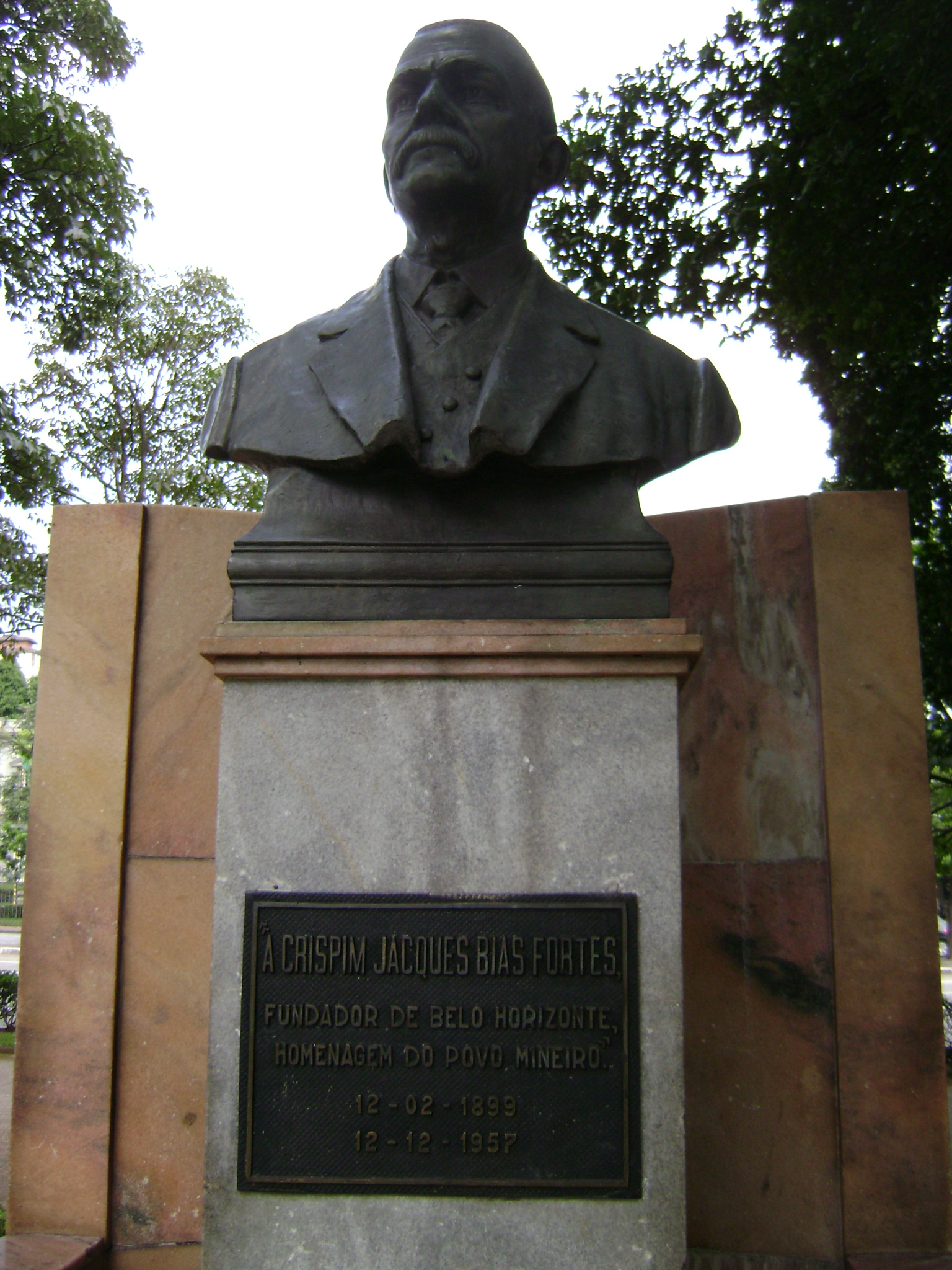
Homenagem ao Bias Fortes.
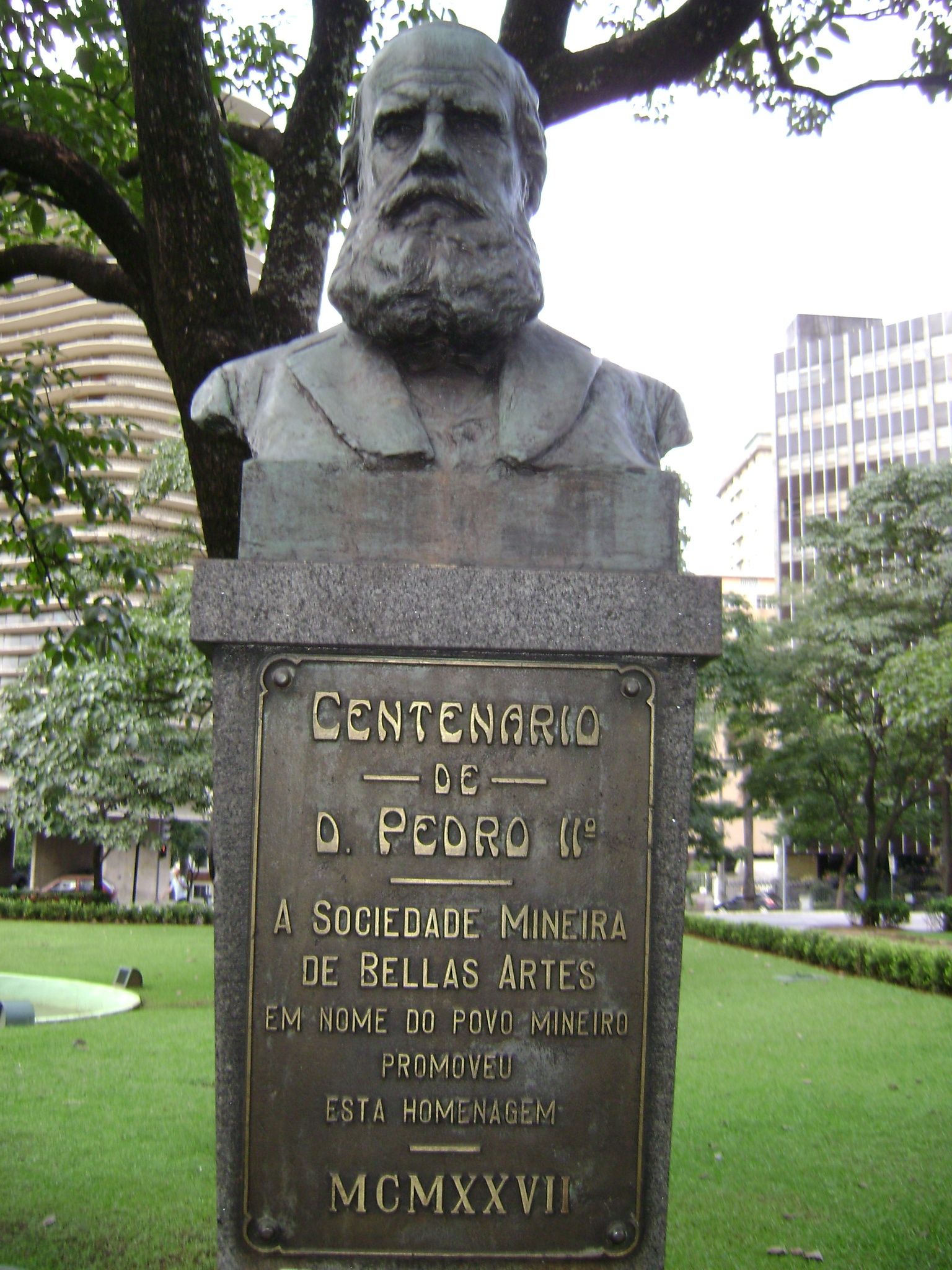
Homenagem a Pedro II.
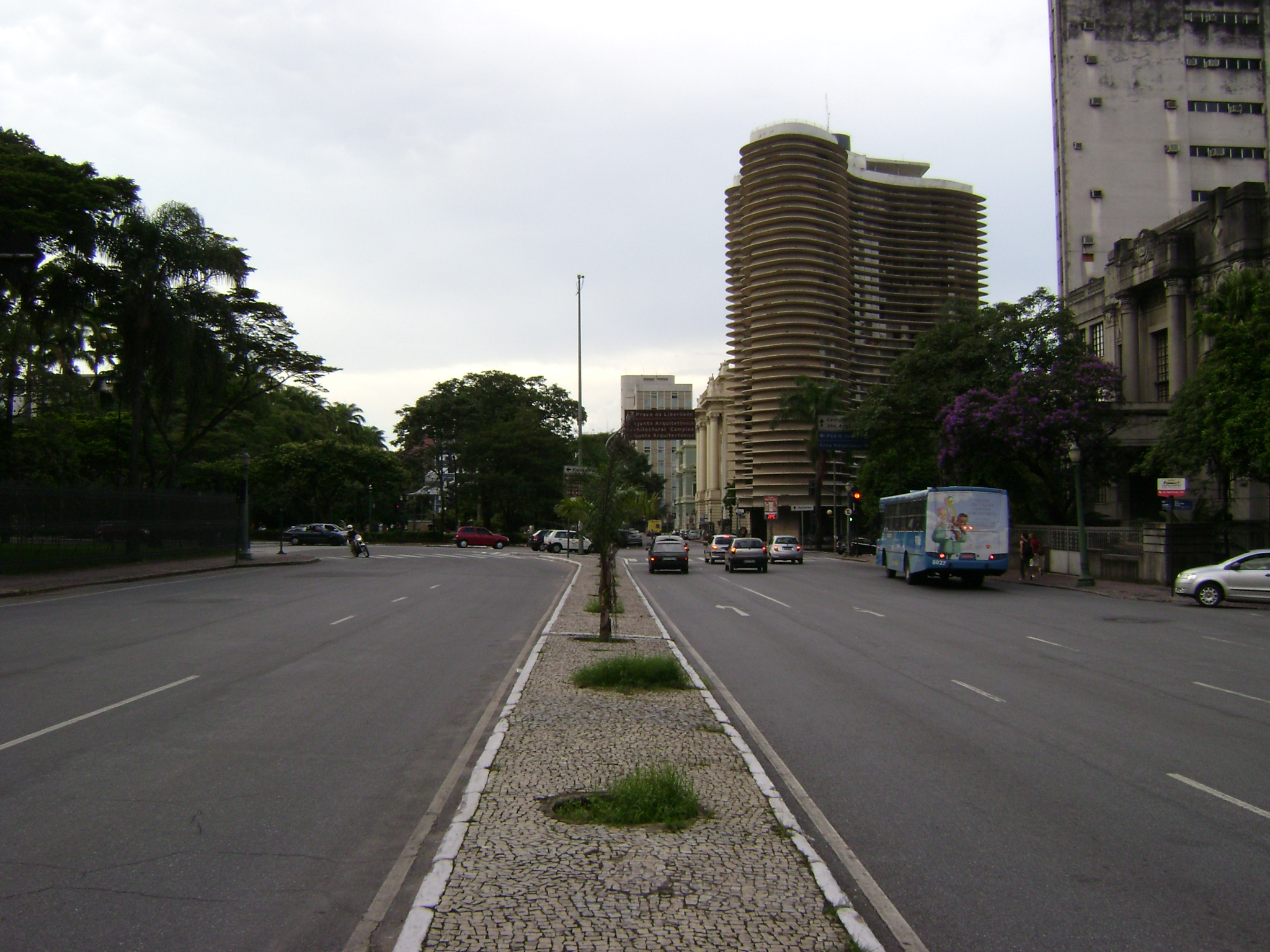
Vista da avenida Cristóvão Colombo em direção à praça.
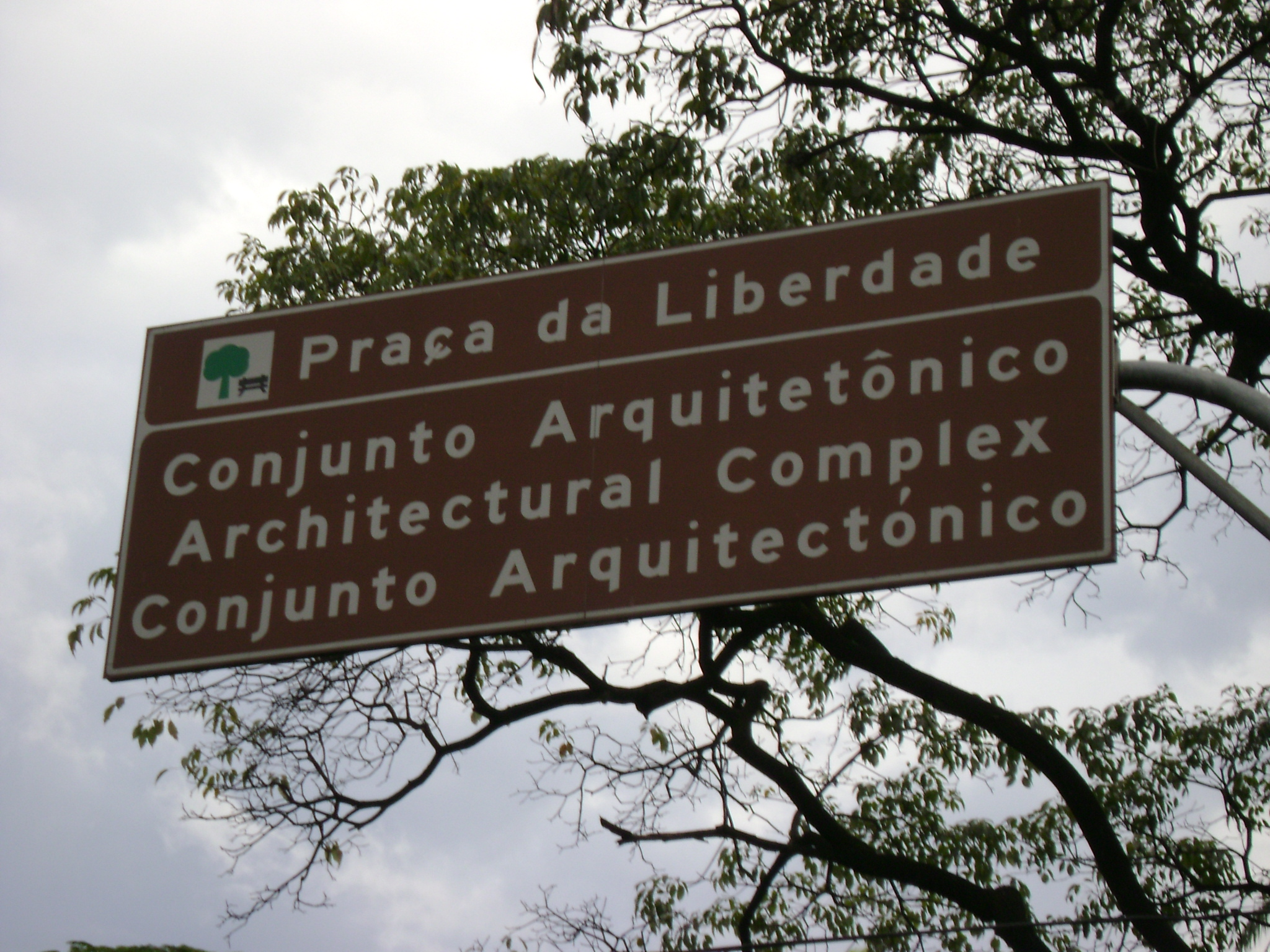
Placa da praça
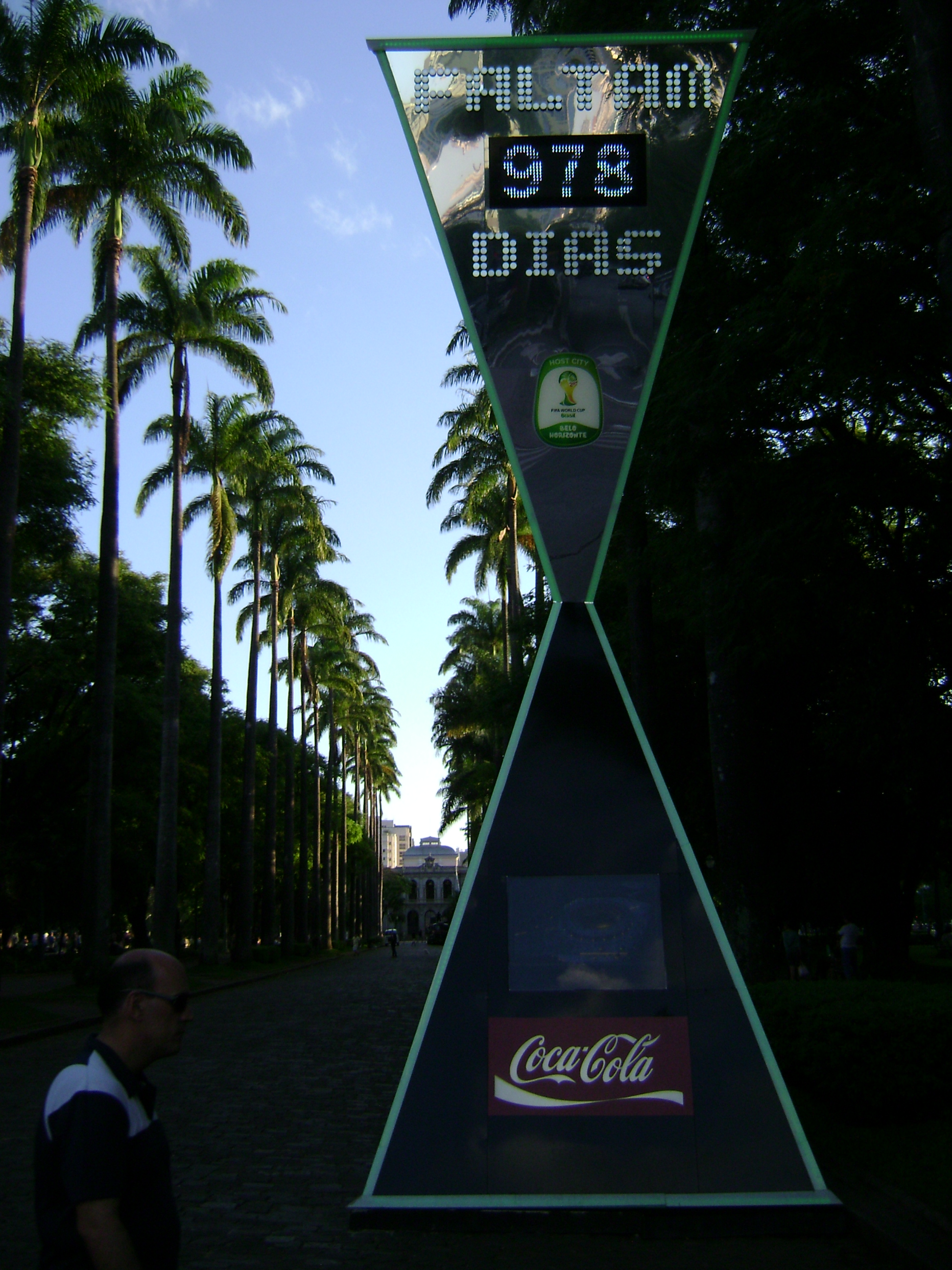
Relógio com a contagem regressiva para a Copa do Mundo FIFA de 2014
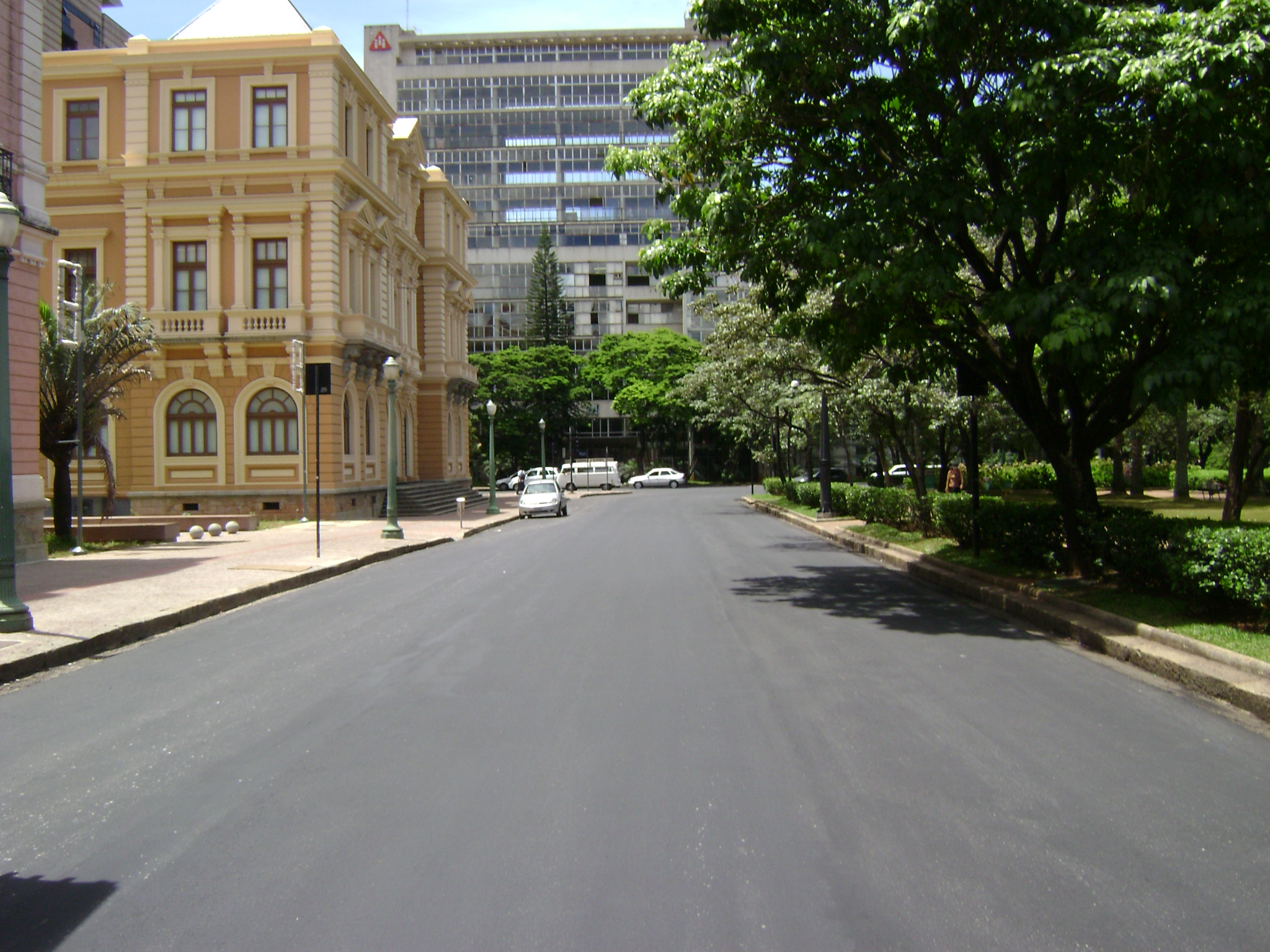
Rua em volta da praça.
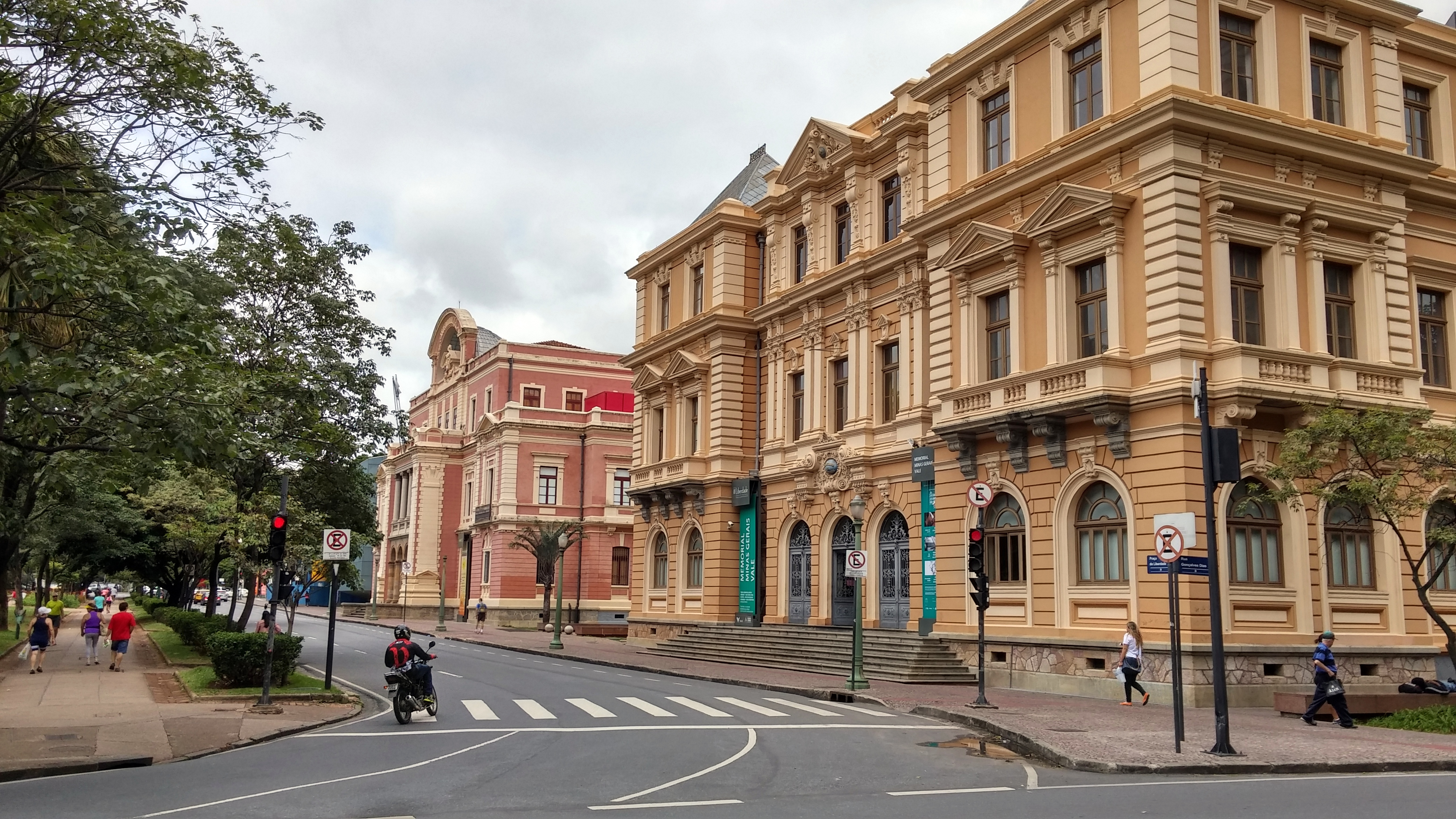
Memorial Minas Gerais Vale.
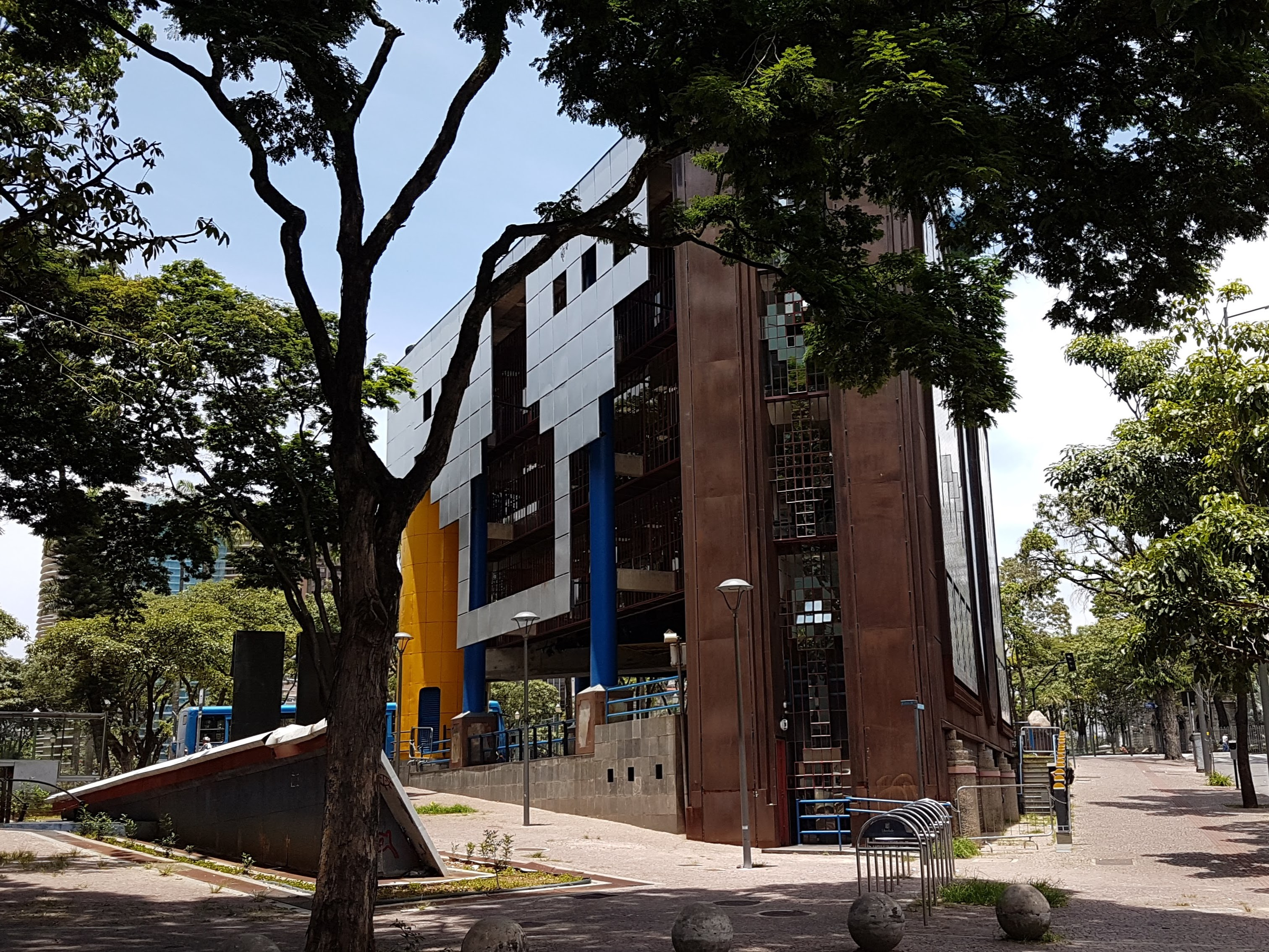
Edifício Rainha da Sucata.